# Molophilus flagellatus
Molophilus flagellatus är en tvåvingeart som beskrevs av Jaroslav Stary 1976. Molophilus flagellatus ingår i släktet Molophilus och familjen småharkrankar.
Artens utbredningsområde är Bulgarien. Inga underarter finns listade i Catalogue of Life.